# Глизе 521
 Глизе 521 (Gliese 521)  — звезда в северном созвездии Гончих Псов. Звезда имеет видимую звёздную величину +10.26m.
Из измерений параллакса, полученных во время миссии Hipparcos, известно, что звезда удалена примерно на 43,22 св. лет (13,26 пк) от Солнца. Предполагается, что звезда имеет спутник, но это еще не подтверждено.

## Свойства звезды
Спектральный класс Глизе 521 — M2V, что означает, что звезда гораздо меньше (её радиус составляет 0,48 {\displaystyle R_{\bigodot }}) и тусклее Солнца, также это указывает на то, что звезда использует водород в своем ядре в качестве ядерного «топлива», то есть находится на главной последовательности. Яркость звезды всего 1 % от яркости Солнца (0,012 {\displaystyle L_{\bigodot }}) и звезда излучает энергию со своей внешней атмосферы при эффективной температуре около 3 747 К, что придаёт ей красноватый оттенок звезды М-типа. Для того чтобы наша Земля получала примерно столько же тепла как от Солнца её надо поместить на расстоянии 0,11 а.е., то есть почти в три раза ближе, чем Меркурий.
Вращаясь с экваториальной скоростью 0,85 км/с (то есть со скоростью практически в 2,3 раза меньше солнечной), звезде требуется порядка 30 дней, чтобы совершить полный оборот.
Звезды, имеющие скалистые планеты, также имеют тенденцию иметь большую металличность по сравнению с Солнцем, в то время как Глизе 521 имеет меньшую металличность: содержание железа в ней относительно водорода составляет 36 % от солнечного.

## Возможная планетная система
Согласно Marcy & Benitz (1989) в системе Глизе 521 обнаружена возможная периодичность в 510 дней, что позволяет предположить возможное присутствие массивного планетарного объекта с минимальной массой в 12 раз больше массы Юпитера на сильно вытянутой орбите (e=0,6). Но до сих пор планета не была подтверждена.

## Ближайшее окружение звезды
Следующие звёздные системы находятся на расстоянии в пределах 20 световых лет от системы Глизе 521 (включены только: самая близкая звезда, самые яркие (<6,5m) и примечательные звёзды). Их спектральные классы приведены на фоне цвета этих классов (эти цвета взяты из названий спектральных типов и не соответствуют наблюдаемым цветам звёзд):
| Звезда              | Спектральный класс | Расстояние, св. лет |
| Глизе 532           | M0p V              | 4.14                |
| Тета Волопаса       | F7 V               | 8.57                |
| 44 Волопаса         | F9n V              | 10.78               |
| 10 Гончих Псов      | G0 V               | 17.00               |
| Сигма Волопаса      | F2 V               | 17.50               |
| Бета Гончих Псов    | G0 V               | 17.67               |
| Бета Волос Вероники | G0 V               | 17.91               |